# Józef Beder
Józef Beder (ur. 15 marca 1773 w Leśnicy, zm. 17 lutego 1855) – duchowny rzymskokatolicki, proboszcz parafii św. Marii Magdaleny w Chorzowie Starym.

## Życiorys
Urodził się 15 marca 1773 roku w Leśnicy koło Góry Świętej Anny. 23 grudnia 1797 roku przyjął we Wrocławiu święcenia kapłańskie. Był kapelanem wojskowym, a następnie w latach 1801–1817 proboszczem parafii św. Katarzyny Dziewicy i Męczennicy w Pawonkowie. 17 marca 1817 roku został mianowany przez bpa Josepha Christiana zu Hohenlohe Waldenburg-Bartenstein proboszczem parafii św. Marii Magdaleny w Chorzowie (Starym), a uroczystość jego wprowadzenia odbyła się 17 marca 1820 roku. Został pierwszym niezakonnym proboszczem parafii.
Zarządzał on majątkami Chorzów (późniejszy Chorzów Stary, część Chorzowa) i Dąb (późniejsza część Katowic), w których doprowadził on do znaczących zmian. W Chorzowie w 1818 roku wybudował wapiennik w rejonie późniejszej ulicy Legnickiej i jeszcze w tym samym roku wystąpił a wnioskiem o powiększenie nadania kopalni węgla kamiennego „Neue Hedwig” w Dębie. W 1821 roku zwrócił się do Friedricha Ludwiga zu Hohenlohe-Oehringen o sprzedaż terenów w pobliżu Bytkowa. Na tych terenach w 1826 roku założył Józefowiec, natomiast przy szosie do Królewskiej Huty (późniejszej ulicy Chorzowskiej w Katowicach) Bederowiec. Obydwie osady zostały nazwane jego imieniem i nazwiskiem.
Pełnił także funkcję inspektora szkolnego w dekanacie bytomskim. Zainicjował budowę nowej szkoły w Chorzowie i pierwszej szkoły w Dębie. Placówka w Chorzowie powstała w 1822 roku, natomiast o zgodę na założenie placówki w Dębie zwrócił się do władz rejencji opolskiej 1 czerwca 1827 roku. Na przełomie 1835 i 1836 roku wybudował gospodę – późniejszy Katolicki Dom Związkowy (siedziba Starochorzowskiego Domu Kultury przy ulicy Siemianowickiej 59). 8 grudnia 1838 roku ustanowił fundację o wysokości 300 talarów dla ubogich i zdolnych dzieci szkoły w Dębie.
Zmarł 17 lutego 1855 roku na zawał serca. Pochowany został na cmentarzu koło starochorzowskiego kościoła. Zachował się krzyż z jego grobu.

## Odznaczenia
- Order Orła Czerwonego IV klasy (1847)[12].